# بق مسطح
البق المسطح أو فوق عائلة أرادويديا (الاسم العلمي Aradoidea)، فصيلة عليا من الحشرات وتتبع رتبة نصفيات الأجنحة.